# Michałów (gmina Wolanów)
Michałów – wieś w Polsce, w województwie mazowieckim, w powiecie radomskim, w gminie Wolanów.
Wieś wchodzi w skład sołectwa Bieniędzice.
Do 31 grudnia 2023 miejscowość była przysiółkiem wsi Bieniędzice.